# Xã Melton, Quận Jefferson, Arkansas
Xã Melton (tiếng Anh: Melton Township) là một xã thuộc quận Jefferson, tiểu bang Arkansas, Hoa Kỳ. Năm 2010, dân số của xã này là 587 người.